# Bukovszky Anna
Bukovszky Anna (Balassagyarmat, 2002. június 30. –) magyar válogatott kézilabdakapus, a MOL Esztergom játékosa.

## Pályafutása

### Klubcsapatokban
Bukovszky Anna szülővárosában, Balassagyarmaton kezdett kézilabdázni, majd 2014 óta játszott a Váci NKSE utánpótláscsapataiban. A felnőtt első osztályban 2018-ban került először meccskeretbe, de ekkor még főleg a nála három évvel idősebbek között az ifjúsági bajnokságban szerepelt. 2017–2020 között kettős játékengedéllyel a Gödi SE csapatában is játszott a felnőtt NB I/B-ben. Később a váciakkal az EHF-Európa-ligában is bemutatkozott. 2025 nyarán a bajnoki bronzérmes MOL Esztergomhoz igazolt.

### A válogatottban
2021-ben megnyerte a junior Európa-bajnokságot, majd 2022-ben ezüstérmet nyert a junior világbajnokságon.
Már 2022-ben bekerült az Európa-bajnokságra nevezett 35 fős bő válogatott keretbe, de ekkor még játéklehetőséghez nem jutott. 2023 őszén ismét bekerült a decemberi világbajnokságra készülő felnőtt válogatott bő keretébe, a rangsorban előtte négy tapasztalt kapus állt. Miután novemberben Szikora Melinda térdsérülést szenvedett és Janurik Kinga térdműtét után még nem volt bevethető állapotban, Golovin Vlagyimir szövetségi kapitány Bukovszkyt válogatta be a szűkített keretbe, aki először 2023. november 5-én húzhatta magára a címeres mezt a német válogatott elleni felkészülési mérkőzésen.

## Sikerei, díjai
- Junior Európa-bajnok: 2021
- Junior világbajnoki ezüstérmes: 2022